# Kvistkrabbspindel
Kvistkrabbspindel (Pistius truncatus) är en spindelart som först beskrevs av Peter Simon Pallas 1772.  Kvistkrabbspindel ingår i släktet Pistius och familjen krabbspindlar. Enligt den svenska rödlistan är arten starkt hotad i Sverige. Arten förekommer i Götaland, Gotland, Öland och Svealand. Artens livsmiljö är skogslandskap, jordbrukslandskap. Inga underarter finns listade i Catalogue of Life.